# Charis Papajeorjiu
Charilaos „Charis” Papajeorjiu (gr. Χαρίλαος "Χάρης" Παπαγεωργίου; ur. 26 marca 1953 w Salonikach) – grecki koszykarz występujący na pozycji niskiego skrzydłowego, reprezentant kraju.
Po zakończeniu kariery sportowej zajął się działalnością społeczną i polityczną. 9 grudnia 2019 został prezesem Arisu Saloniki.

## Osiągnięcia
Na podstawie, o ile nie zaznaczono inaczej.

### Drużynowe
- Mistrz Grecji (1979, 1983, 1986, 1987)
- Wicemistrz Grecji (1976, 1980, 1982)
- 3. miejsce podczas mistrzostw Grecji (1974, 1981)
- Zdobywca Pucharu Grecji (1987)
- Uczestnik rozgrywek międzynarodowych pucharu:
  - Europy Mistrzów Krajowych (1979/1980 – I runda, 1985–1987 – II runda)
  - Koracia (1974/1975, 1976–1978 – I runda, 1981–1983 – II runda, 1980/1981 – TOP 16)

### Indywidualne
- Lider strzelców sezonu regularnego ligi greckiej (1976, 1979)

### Reprezentacja
- Uczestnik:
  - mistrzostw Europy (1973 – 11. miejsce, 1979 – 9. miejsce, 1981 – 9. miejsce)[3][4][5]
  - kwalifikacji olimpijskich (1980)